# Jakob Omrzel
Jakob Omrzel (* 21. März 2006 in Novo Mesto) ist ein slowenischer Radrennfahrer, der im Straßenradsport aktiv ist.

## Sportlicher Werdegang
Als Junior machte Omrzel 2023 und 2024 durch zahlreiche Spitzenplatzierungen auf nationaler und internationaler Ebene auf sich aufmerksam. Als Mitglied der Nationalmannschaft startete er regelmäßig im UCI Men Juniors Nations’ Cup, 2024 gewann er Paris–Roubaix Juniors.
Mit dem Wechsel in die U23 wurde Omrzel 2025 Mitglied im Bahrain Victorious Development Team. Bei der Trofeo Piva verpasste er als Zweiter noch knapp seinen ersten Sieg. Bei der Slowenien-Rundfahrt wurde er im UCI WorldTeam von Bahrain Victorious eingesetzt und konnte als Vierter der Gesamtwertung zahlreiche etablierte Radprofi distanzieren, zudem gewann er die Nachwuchswertung. Beim Giro Next Gen, einem der wichtigsten Rennen in der U23, beendete er alle schweren Bergetappen unter den Top 10. Mit dem zweiten Platz auf der letzten Etappe entschied er noch die Gesamtwertung der Rundfahrt für sich.

## Erfolge
2023
- Slowenischer Junioren-Meister – Straßenrennen und Einzelzeitfahren

2024
- Trofeo GD Dorigo MO Sogno Veneto MO Ettore e Cristiano Floriani MO Emilio Mazzero
- Slowenischer Junioren-Meister – Straßenrennen

2025
- Gesamtwertung und Nachwuchswertung Giro Next Gen
- Nachwuchswertung Tour of Slovenia
- Bergwertung International Tour of Rhodes
- Slowenischer Meister – Straßenrennen